# Pawel Sergejewitsch Trachanow
Pawel Sergejewitsch Trachanow (russisch Павел Сергеевич Траханов; * 21. März 1978 in Moskau, Russische SFSR; † 7. September 2011 in Tunoschna bei Jaroslawl) war ein russischer Eishockeyspieler, der während seiner Karriere für den HK ZSKA Moskau, Sewerstal Tscherepowez, HK MWD Balaschicha und Atlant Mytischtschi in der Superliga und Kontinentalen Hockey-Liga spielte.

## Karriere
Pawel Trachanow begann seine Karriere als Eishockeyspieler beim HK ZSKA Moskau, für dessen Profimannschaft er von 1995 bis 2005 in der russischen Superliga aktiv war. Anschließend wechselte der Verteidiger zu dessen Ligarivalen Sewerstal Tscherepowez, für den er weitere zwei Jahre in der höchsten russischen Spielklasse verbrachte. Im Sommer 2007 unterschrieb er einen Vertrag beim HK MWD Balaschicha, mit dem ab der Saison 2008/09 an der neugegründeten Kontinentalen Hockey-Liga teilnahm. In seiner ersten KHL-Spielzeit erzielte Trachanow in 47 Spielen drei Tore und bereitete zehn weitere vor. Die Saison 2010/11 verbrachte der Linksschütze bei Atlant Mytischtschi, bevor er im Mai 2011 einen Kontrakt bei Lokomotive Jaroslawl unterzeichnete. Am 7. September 2011 kam er bei einem Flugzeugabsturz bei Jaroslawl ums Leben.